# Endothéline
L'endothéline est un neuropeptide sécrété par l'endothélium vasculaire, ayant un effet vasoconstricteur puissant sur les cellules musculaires lisses.

Identifié en 1985 par son effet vasoconstricteur important et durable, ET1 est le vasoconstricteur le plus puissant connu. 

C'est également un stimulant de la prolifération cellulaire, de la fibrose et de l'inflammation.

## Structure, biosynthèse et dégradation des endothélines

### Structure
Les endothélines, au nombre de 3 (ET-1, ET-2, ET-3), sont des peptides composés de 21 acides aminés ayant tous deux ponts disulfures entre les cystéines 1 et 15 et 3 et 11. 

### Synthèse
Elles sont synthétisées sous la forme de trois précurseurs beaucoup plus gros : la préproendothéline 1,2 et 3 (polypeptides d'environ 200 acides aminés).
Chacun de ces précurseurs est synthétisé à partir de gènes différents.
Exemple de la préproET1 :
- clivage par une endopeptidase ce qui permet d'obtenir la proET1 (ou bigET1) : bigET1 (38 acides aminés), bigET2 (37 acides aminés), bigET3 (41 acides aminés). Mais à l'issue des clivages, il ne reste que 21 acides aminés pour les trois classes d'endothélines.
- phase d'activation en ET1 sous l'influence d'une enzyme ECE-1 (enzyme de conversion en endothéline).

### Dégradation
La dégradation se fait par une endopeptidase neutre : la NEP et ceci en deux phases pour ET1 et en trois phases pour ET2 et ET3.

## Récepteurs aux ET
Il existe trois types de récepteurs aux ET : les R-ET A, R-ET B et R-ET C.

Schématiquement, les R-ET A conduisent à une vasoconstriction tandis que R- ET B va conduire à une vasodilatation indirecte par libération de NO (monoxyde d'azote) et prostaglandine PGI2. R-ET C conduit à une inhibition de la sécrétion de prolactine au niveau de l'hypophyse. 

Ces trois peptides se fixent sur des récepteurs à sept domaines transmembranaires (les extrémités NH2 et COOH étant en extracellulaire) couplés aux protéines G. Les deux récepteurs ont donc des effets opposés, participant ainsi à la régulation vasculaire.
Le récepteur de type B agit également sur le taux d'endothéline 1 car permet son évacuation à travers différents organes, dont les poumons. Sa stimulation permet également d'inhiber la formation d'endothéline 1 mature.

## Effets biologiques des endothélines
Des trois endothélines, L'ET 1 est la seule ayant une action biologique reconnue.

### Effet vasculaire
L'endothéline est l'un des plus puissants vasoconstricteurs endogènes de l'organisme que l'on connaisse. (Il existe une vasodilatation initiale abaissant la pression artérielle, mais elle est peu durable. Elle est en effet suivie d'une vasoconstriction très durable).

Les endothélines ont donc un rôle important dans la régulation de la pression artérielle : elles stimulent la vasoconstriction via le récepteur R-ET A qui est exprimé à la surface des cellules musculaires lisses de la paroi des artères et la vasodilatation via le récepteur R-ET B qui est exprimé à la surface des cellules endothéliales. Dans ce dernier cas, les cellules endothéliales produisent plus de monoxyde d'azote (ou NO) qui a un effet relaxant sur les cellules musculaires lisses voisines.

### Effets cardiaques
ET1 exerce un effet inotrope positif (augmentation de la force de contraction très marquée et durable) par augmentation de la concentration intracellulaire en calcium. L'effet chronotrope positif est moins marqué. Elle a également un effet hypertrophique sur les myocytes.

### Effets cérébraux
Ces effets ont lieu uniquement au niveau de l'axe hypothalamohypophysaire :
- ET1 et ET3 stimulent la sécrétion des hormones antéhypophysaires : GH, FSH, LH, LTH (prolactine), TSH (thyroïde) ;
- stimulation du relargage des hormones de la neuro-hypophyse : ADH et ocytocine.

### Effets hépatiques
ET1 et ET3 stimulent la glycogénolyse hépatique et de l'effet contractile des cellules ITO (cellules musculaires lisses des voies du foie).

### Effets rénaux
ET1 inhibe la sécrétion de rénine et supprime l'effet antidiurétique de l'ADH.

### Embryologie
Les endothélines et leurs récepteurs ont récemment été impliqués dans le développement embryonnaire des cellules de la crête neurale. 

### Endothéline et hérédité
Certains patients atteints du syndrome de Waardenburg (surdité, défauts de pigmentation, constipation chronique sévère) présentent des mutations dans le récepteur R-ET B.

## Processus pathologiques
Une seule pathologie implique l'endothéline-1, il s'agit d'une tumeur rare du cuir chevelu qui se traduit par une poussée très importante intravasculaire de l'endothélium. L'ET1 circulante est alors 20 fois supérieure aux valeurs de références.

## Intérêt en médecine
Le dosage de ET1 est utile à des fins diagnostiques. On a trouvé des niveaux plasmatiques élevés de ET1 dans l'infarctus aigu du myocarde, dans l'angine vasopastique, l'hémorragie subarachnoïdienne, l'insuffisance rénale aiguë, l'hypertension artérielle pulmonaire. Dans ce dernier cas, le taux d'endothéline est corrélé avec la gravité de la maladie.

## Inhibiteurs de l'endothéline
Plusieurs inhibiteurs ont été développés, dont le tezosentan. L'utilisation de ce dernier dans le traitement de l'insuffisance cardiaque s'est révélé être, toutefois, décevant.
L'indication préférentielle de ce type de produit reste le traitement de l'hypertension artérielle pulmonaire primitive, maladie rare et grave. Dans ce cadre, le bosentan, le sitaxentan, le macitentan et l'ambrisentan ont été testés avec un certain succès.
Les différents inhibiteurs de l'endothéline ont des affinités variables avec les deux types de récepteurs ce qui explique leurs effets non semblables. Le bosentan a une action non spécifique sur les deux récepteurs, l'ambrisentan, le sitaxentan et le zibotentan étant plus spécifiques au récepteur de type A.
Il existe également des antagonistes aux récepteurs de l'endothéline, dont l'atrasentan. Le sparsentan, qui a aussi un effet antagoniste sur le récepteur de l'angiotensine, est utilisé comme traitement de la néphropathie à IgA. L'aprocitentan a une efficacité modérée dans le cas d'une hypertension artérielle résistante.